# Balnearios
Balnearios es una película documental de Argentina filmada en colores dirigida por Mariano Llinás según su propio guion sobre una investigación de Agustín Mendilaharzu que se estrenó el 3 de noviembre de 2002.

## Sinopsis
Cuatro historias acerca de los balnearios argentinos.

## Reparto
- José Palomino Cortez...Voz en off ("Episodio de las playas")
- Verónica Llinás ...Voz en off ("Prólogo")
- Dani Natanson...Voz en off ("Historia de Mar del Sur" e "Historia de Miramar")
- Mario Mactas ..Voz en off ("Episodio de Zucco")
- Eduardo Gamba... Señor G ("Historia de Mar del Sur")
- Nicolás Goldbart ...Joven G ("Historia de Mar del Sur")
- Rafael Filippelli...El abogado ("Historia de Mar del Sur")
- Ulises de la Orden-...El uruguayo ("Historia de Mar del Sur")
- Astrid Lund Petersen...La cantante ("Historia de Mar del Sur")
- Sergio Saad...Marinero ("Historia de Mar del Sur")
- Eduardo "Fatiga" Serrano...Bañero ("Episodio de las playas")
- Wenceslao Bonelli...Campeón ("Episodio de las playas")
- Ángeles...Mujer Linda ("Episodio de las playas")
- Luis Pierucci...Baqueano ("Historia de Miramar")
- Ricardo Mannero...Acuanauta ("Historia de Miramar")
- César Zucco...Zucco ("Episodio de Zucco")
- Liliana Cuomo...Sirena ("Episodio de Zucco")
- Alejandro Zucco...Hijo ("Episodio de Zucco")
- Francisco Miguel Fernández...Cantor ("Episodio de Zucco")
- Roberto Edgar Ojeda...Guitarrista ("Episodio de Zucco")
- Osvaldo Lucero...Guitarrista ("Episodio de Zucco")
- Don Domingo...Amigo del asado ("Episodio de Zucco")
- Don Farías...Amigo del asado ("Episodio de Zucco")
- Ariel Leyes...Amigo del asado ("Episodio de Zucco")
- Ernesto Jacinto Morales...Amigo del asado ("Episodio de Zucco")
- Braulio Colucci...Ayudante con la ballena ("Episodio de Zucco")
- Lucio Bonelli...Hombre en culo ("Episodio de Zucco")
- Mariano Llinás…Hombre en culo ("Episodio de Zucco")
- Eugenia Varas ...Bañista ("Epílogo")

## Comentarios
Gustavo Noriega en El Amante del Cine escribió: 

"...aparece como un ovni en el mundo documental, con su estilo distanciado y brillante y su espíritu juguetón, casi aristocrático"

Diego Trerotola en El Amante del Cine opinó: 

"No busca producir una impresión de realidad y, aunque sí retrata el deterioro social argentino, se aleja de la retórica del registro directo de la injusticia política y económica. Por el contrario, la idea es filtrar y duplicar (o, si lo prefieren, tomar distancia y celebrar) los absurdos artificios de lo real a partir de la creación de otros artificios."

## Premio
Premios Asociación de Cronistas Cinematográficos de la Argentina 2003
- Balnearios, ganador del Cóndor de Plata al Mejor Videofilm Argentino